# زولا ماتومونا
زولا ماتومونا (بالفرنسية: Zola Matumona)‏ (مواليد 26 نوفمبر 1981 في كينشاسا) لاعب كرة قدم كونغولي ديمقراطي دولي يجيد اللعب في خط الوسط . يلعب حاليا لصالح نادي مونز البلجيكي منذ 2009 .

## روابط خارجية
- زولا ماتومونا على موقع الاتحاد الدولي (مؤرشف)  (الإنجليزية)
- زولا ماتومونا على موقع قاعدة بيانات كرة القدم.إي يو (الإنجليزية)
- زولا ماتومونا على موقع ناشيونال فوتبول تيمز (الإنجليزية)